# Lea Lander
Lea Lander, née en 1936 à Berlin, est une actrice allemande ayant fait carrière dans le cinéma italien.
Cousine de l'acteur Hardy Krüger, elle est parfois connue sous le nom Lea Krüger ou Lea Krugher.

## Biographie
Elle a un premier petit rôle d'institutrice dans Les Fausses Hontes (de) (1958) de Wolfgang Glück. Suivirent de petits rôles dans Ne me laissez jamais seule un dimanche (de) (1959) et dans des films italiens (Goliath et l'Hercule noir, Six Femmes pour l'assassin). Elle est désormais listée au générique sous le nom de Lea Lander. Dans Juliette des esprits de Federico Fellini, elle apparaît anonymement dans le rôle d'une fêtarde. Elle se fait remarquer pour la première fois dans le giallo Amarsi male de Fernando Di Leo, dans lequel elle joue une call-girl aux côtés de Gianni Macchia et Nieves Navarro. Dans la comédie érotique de Pasquale Festa Campanile Dove vai tutta nuda?, elle joue la femme du président (Gastone Moschin) et dans La Vierge de Bali, la fiancée de Giorgio Ardisson.
Dans les années 1970, elle joue surtout dans des gialli et des poliziotteschi italiens comme Quatre milliards en quatre minutes. Dans ses films les plus connus, elle était assassinée à la fin par les héros du film : dans Les Chiens enragés de Mario Bava, elle est torturée par le personnage M. 32 incarné par George Eastman, puis abattue à la fin par son ami Bisturi (Don Backy). Dans Porci con la P.38 (1977), elle est la maîtresse de Gabriele Ferzetti, qui est abattue à la fin par le héros Marc Porel. En tant que surveillante en chef SS sadique et tortionnaire, le Dr Erika Lessing, dans le film d'exploitation Les Tigres du désert (it) (1978), elle connait également une fin atroce dans la riposte des prisonniers américains. En 1978, sa carrière cinématographique active prend également fin, à l'exception d'un bref retour en 1992 en tant que supérieure dans Il giorno del porco.
Lander se tourne vers la production et, à ce titre, contribue à sortir le film Les Chiens enragés de Mario Bava, qui était resté inédit en Italie.

## Filmographie
- 1958 : Les Fausses Hontes (de) (Worüber man nicht spricht) de Wolfgang Glück
- 1959 : Ne me laissez jamais seule un dimanche (de) (Laß mich am Sonntag nicht allein) d'Arthur Maria Rabenalt
- 1963 : Goliath et l'Hercule noir (Goliath e la schiava ribelle) de Mario Caiano
- 1964 : Six Femmes pour l'assassin (Sei donne per l'assassino) de Mario Bava
- 1965 : Juliette des esprits (Giulietta degli spiriti) de Federico Fellini
- 1967 : Gardez-vous des filles (Silenzio: Si uccide) de Guido Zurli
- 1967 : Un colpo da re (it) d'Angelo Dorigo
- 1969 : Amarsi male de Fernando Di Leo
- 1969 : Dove vai tutta nuda? de Pasquale Festa Campanile
- 1970 : Belle d'amore (it) de Fabio De Agostini
- 1972 : La Vierge de Bali (La vergine di Bali) de Guido Zurli
- 1973 : Servo suo (it) de Romano Scavolini
- 1974 : L'Antéchrist (L'anticristo) d'Alberto De Martino
- 1974 : Les Chiens enragés (Cani arrabbiati) de Mario Bava
- 1974 : Voir Malte et mourir de José Bénazéraf
- 1976 : Quatre milliards en quatre minutes (Quattro minuti per quattro miliardi) de Gianni Siragusa
- 1977 : Les Tigres du désert (it) (Kaput lager - gli ultimi giorni delle SS) de Luigi Batzella
- 1977 : Zanna Bianca e il grande Kid (it) de Vito Bruschini (it)
- 1978 : Porci con la P.38 de Gianfranco Pagani
- 1992 : Il giorno del porco de Sergio Pacelli